# Thiên Sơn
Thiên Sơn (tiếng Trung: 天山; bính âm: Tiānshān, tiếng Đông Can: Тянсан; Tjansan; Thổ Nhĩ Kỳ cổ: 𐰴𐰣 𐱅𐰭𐰼𐰃, Tenğri tağ; tiếng Thổ Nhĩ Kỳ: Tanrı Dağı; tiếng Mông Cổ: Тэнгэр уул, Tenger uul; tiếng Uyghur: تەڭرىتاغ, Тәңри тағ, Tengri tagh; tiếng Kyrgyz: Теңир-Тоо/Ала-Тоо, Teñir-Too/Ala-Too, تەڭىر-توو/الا-توو; tiếng Kazakh: Тәңіртауы/Алатау, Táńirtaýy/Alataý, تأڭئرتاۋ; tiếng Uzbek: Tyan-Shan, Tangritog', Тян-Шан, Тангритоғ, تيەن-شەن) còn được gọi là Tengri Tagh, có nghĩa là núi Thiên hoặc núi trời là một hệ thống các dãy núi nằm ở khu vực Trung Á, về phía bắc và phía tây của sa mạc Taklamakan trong khu vực biên giới của Kazakhstan, Kyrgyzstan và khu tự trị dân tộc Duy Ngô Nhĩ Tân Cương ở phía tây bắc Trung Quốc. Về phía nam, nó nối liền với dãy núi Pamir. Đỉnh cao nhất của Thiên Sơn là Jengish Chokusu cao 7.439 mét (24.406 ft) trong khi điểm thấp nhất là Hố sụt Turpan nằm ở độ cao -154 mét (-505 ft) so với mực nước biển.
Tên gọi Thiên Sơn được sử dụng rộng rãi hiện nay là sự phiên âm sang tiếng Trung của tên gọi trong tiếng Duy Ngô Nhĩ Tengri Tagh (dãy núi thần linh). Tên gọi trong tiếng Trung để chỉ Thiên Sơn, có thể có nguồn gốc từ tên gọi trong ngôn ngữ của người Hung Nô, Kỳ Liên (祁連) được nói tới trong Sử ký như là nơi cuối cùng nơi họ gặp nhau và sinh con đẻ cái cũng như trong ngôn ngữ của người Nguyệt Chi, mà một số tác giả cho rằng là nói tới Thiên Sơn chứ không phải dãy núi dài 1.500 km xa hơn về phía đông mà hiện nay mang tên gọi này. Một dãy núi cận kề, dãy núi Tannu-Ola (tiếng Tuva: Таңды-Уула Tangdy-Uula), cũng có tên đồng nghĩa là "dãy núi trời/thiên đường" hay "dãy núi thần thánh/thần linh"). Thiên Sơn là một dãy núi linh thiêng đối với Tengrism giáo và đỉnh cao thứ hai của nó được gọi là Khan Tengri có thể được dịch là "Chúa tể của các linh hồn".

## Địa lý
Dãy núi nằm ở phía bắc và phía tây sa mạc Taklamakan và về phía bắc của Bồn địa Tarim ở khu vực biên giới Kazakhstan, Kyrgyzstan và Tân Cương ở phía tây bắc Trung Quốc. Ở phía nam, nó kết nối với dãy núi Pamir và về phía bắc và phía đông, nó giáp với dãy núi Altay của Mông Cổ.
Trong bản đồ học phương Tây như Hội Địa lý Quốc gia Hoa Kỳ thì khu vực kết thúc phía đông của Thiên Sơn thường được hiểu là ngay trước Ürümqi, trong khi dãy núi về phía đông thành phố này gọi là dãy núi Bác Cách Đạt (Bogda Shan) cao 5.445 mét. Tuy nhiên, trong bản đồ học Trung Quốc từ thời nhà Hán tới ngày nay đều đồng ý rằng Thiên Sơn được coi là bao gồm cả hai dãy Bác Cách Đạt và Barkol.
Thiên Sơn là một phần của đai kiến tạo sơn Himalaya được hình thành do va chạm của các mảng kiến tạo Ấn Độ và Á-Âu trong đại Tân sinh. Nó là một trong những dãy núi dài nhất ở Trung Á, kéo dài khoảng 2.800 km về phía đông từ Tashkent ở Uzbekistan.
Đỉnh cao nhất của dãy núi Thiên Sơn là Jengish Chokusu với độ cao 7.439 mét (24.406 ft), là đỉnh cao nhất ở Kyrgyzstan nằm trên biên giới với Trung Quốc. Đỉnh cao thứ hai của Thiên Sơn là Khan Tengri (Chúa tể của các linh hồn) có độ cao 7.010 mét, nằm trên biên giới Kazakhstan-Kyrgyzstan. Hai đỉnh núi này được phân loại là hai đỉnh cao trên 7.000 mét nằm xa nhất về phía bắc của thế giới.
Đèo Torugart, nằm ở độ cao 3.752 m (12.310 ft), nằm trên biên giới giữa Kyrgyzstan và khu tự trị Tân Cương của Trung Quốc. Dãy núi Alatau có rừng, nằm ở cao độ thấp hơn ở phần phía bắc của Thiên Sơn là nơi có những bộ lạc du mục sinh sống nói ngữ hệ Turk.
Thiên Sơn ngăn cách với cao nguyên Tây Tạng bởi sa mạc Taklimakan và bồn địa Tarim ở phía nam. Các con sông chính chảy trong khu vực Thiên Sơn là sông Syr Darya, sông Ili và sông Tarim. Hẻm núi Aksu là một phần thuộc Khu bảo tồn thiên nhiên Aksu-Zhabagly là địa điểm đáng chú ý tại tây bắc Thiên Sơn với hệ động thực vật hoang dã vô cùng phong phú.
Băng vĩnh cửu được tìm thấy ở độ cao 3.500-3.700 mét so với mực nước biển. Ở độ cao từ 2.700-3.300 mét thì ở một vài khu vực mới có bởi vi khí hậu và vị trí, thậm chí có những khu vực băng vĩnh cửu nằm ở độ cao dưới 2.000 mét. Các sông băng trên dãy núi Thiên Sơn đã bị thu hẹp nhanh chóng và mất 27%, tương đương 5,4 tỷ tấn khối lượng băng của nó kể từ năm 1961 so với mức trung bình 7% trên toàn thế giới. Ước tính đến năm 2050, một nửa số sông băng còn lại sẽ tan chảy.
Cây lá kim Picea schrenkiana là chủng loài thực vật bao phủ 90% diện tích dãy núi, cây có thể cao tới 60 m và tuổi đời 400 năm.
Một trong những người châu Âu đầu tiên đến Thiên Sơn và có miêu tả về nó chi tiết là nhà thám hiểm người Nga Pyotr Semenov Tyan-Shansky vào thập niên 1850.

## Di sản thế giới
Năm 2013, tại Hội nghị thường niên của Ủy ban Di sản thế giới, phần phía đông của dãy Thiên Sơn thuộc Tân Cương, Trung Quốc đã được công nhận là Di sản thế giới với tên gọi Tân Cương Thiên Sơn. Tây Thiên Sơn thuộc các quốc gia Kazakhstan, Kyrgyzstan và Uzbekistan sau đó cũng đã được UNESCO đưa vào danh sách di sản thế giới vào năm 2016.
Di sản thế giới Tân Cương Thiên Sơn thuộc Trung Quốc bao gồm các phần:
- Khu bảo tồn tự nhiên quốc gia Tomur
- Kalajun-Kuerdening
- Khu bảo tồn Bayinbuluke
- Khu bảo tồn Bogda

Di sản thế giới Tây Thiên Sơn bao gồm các phần thuộc:
- Khu bảo tồn thiên nhiên Karatau, Kazakhstan
- Khu bảo tồn thiên nhiên Aksu-Zhabagly, Kazakhstan
- Vườn quốc gia Sayram-Ugam, Kazakhstan
- Khu bảo tồn thiên nhiên Sary-Chelek, Kyrgyzstan
- Khu bảo tồn thiên nhiên quốc gia Besh-Aral, Kyrgyzstan
- Khu bảo tồn thiên nhiên quốc gia Padysha-Ata, Kyrgyzstan
- Khu bảo tồn thiên nhiên sinh quyển Chatkal, Uzbekistan

## Thư viện ảnh

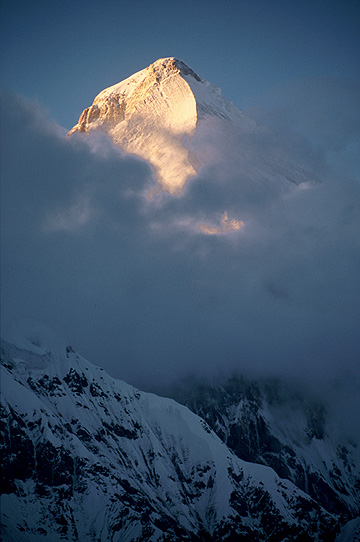
Đỉnh Khan Tengri lúc hoàng hôn
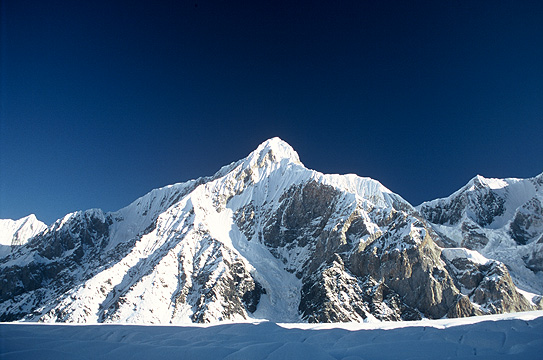
Đỉnh Gorkiy nhìn từ bờ kia sông băng Inylchek nam
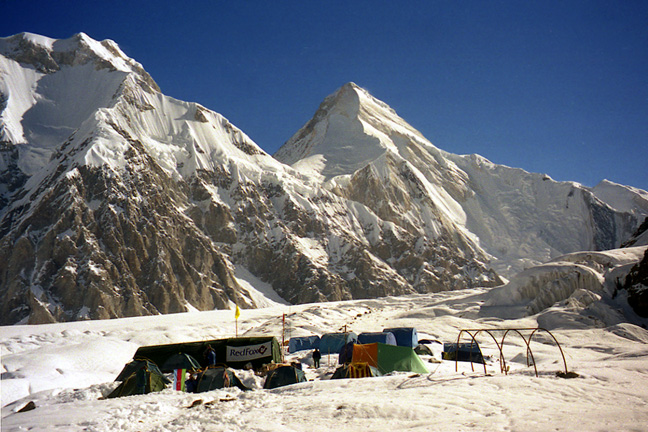
Lều trại tại Inylchek nam, với Chapaev và Khan Tengri ở bên kia sông băng
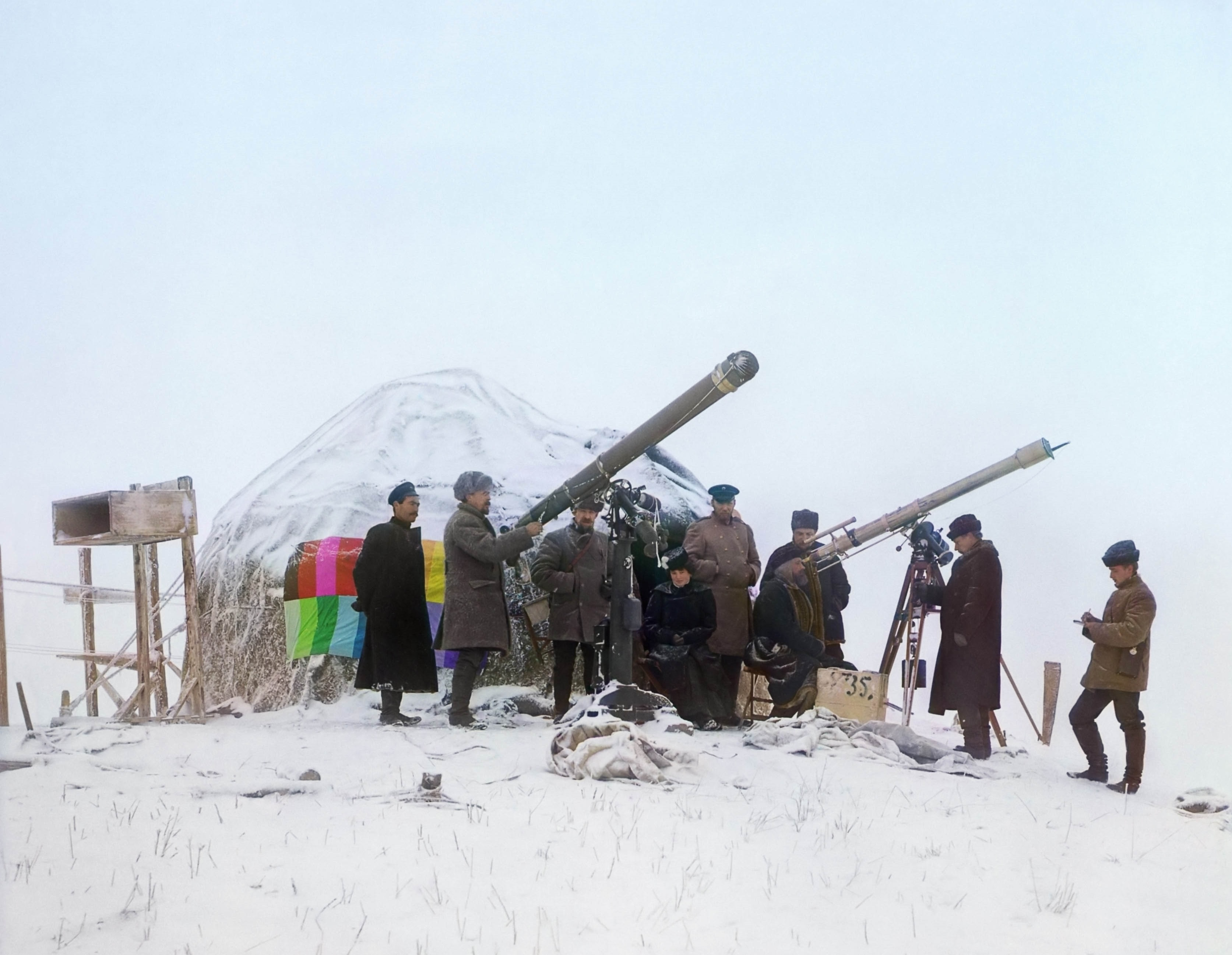
Trạm thiên văn ở Thiên Sơn khoảng năm 1912, do Sergei Mikhailovich Prokudin-Gorskii, một người tiên phong trong lĩnh vực chụp ảnh màu, chụp